# Nnammurato 'e te!/'O giurnale
Nnammurato 'e te!/'O giurnale, pubblicato nel 1970, è un singolo del cantante italiano Mario Merola

## Storia
Il disco, che contiene due cover di brani è un 45 giri inciso da Mario Merola.

## Tracce
Lato A
- Nnammurato 'e te! (Fiorini - Schiano)

Lato B
- 'O giurnale (Giani)

## Incisioni
Il singolo fu inciso su 45 giri, con marchio Hello (HR 9025).